# مسابقة الأغنية الأوروبية 2010
كانت مسابقة الأغنية الأوروبية لعام 2010 هي النسخة الخامسة والخمسين من مسابقة الأغنية الأوروبية السنوية. أقيمت في أوسلو، النرويج، بعد فوز ألكسندر ريباك في مسابقة عام 2009 في موسكو، روسيا بأغنية "Fairytale". كانت هذه هي المرة الثالثة التي تستضيف فيها النرويج المسابقة، بعد أن فعلت ذلك سابقًا في عامي 1986 و1996. نظمها اتحاد البث الأوروبي (EBU) والمذيع المضيف هيئة الإذاعة النرويجية (NRK). مرتين في نصف النهائي في 25 و 27 مايو، والنهائي في 29 مايو 2010. وقد استضاف العروض الحية الثلاثة إريك سولباكن وهادي نجي ونادية الحسناوي.
وشارك في المسابقة 39 دولة، وعادت جورجيا بعد غيابها لمدة عام. وفي الوقت نفسه، قررت أندورا وجمهورية التشيك والمجر والجبل الأسود جميعًا عدم المشاركة، وذلك لأسباب مالية تتعلق بالأزمة المالية العالمية. أعلنت ليتوانيا في الأصل عدم مشاركتها، ولكن تم تأكيدها لاحقًا من قبل اتحاد الإذاعات الأوروبية.
وفازت ألمانيا بأغنية "Satellite" التي غنتها لينا وكتبها جولي فروست وجون جوردون. كان هذا هو الفوز الثاني لألمانيا في المسابقة، بعد فوزها عام 1982، وفوزها الأول كدولة موحدة. كان أيضًا أول فوز لإحدى الدول «الأربعة الكبار»، منذ إدخال القاعدة في عام 2000. واحتلت تركيا ورومانيا والدنمارك وأذربيجان المراكز الخمسة الأولى. وعادلت رومانيا، التي احتلت المركز الثالث، بأفضل نتيجة لها منذ عام 2005، بينما حققت جورجيا أفضل نتيجة لها حتى الآن، حيث احتلت المركز التاسع. كما كانت هذه هي المرة الأولى منذ تقديم الدور نصف النهائي في عام 2004 التي فشلت فيها السويد في التأهل إلى النهائي. كانت آخر مرة غابت فيها السويد عن نهائي اليوروفيجن عام 1976.
أثرت الأزمة المالية العالمية في ذلك الوقت على كيفية إدارة الحدث؛ اضطرت القناة المضيفة NRK إلى بيع حقوق البث الخاصة بكأس العالم 2010 FIFA إلى TV 2 و Viasat من أجل تمويل الحدث.
أعلن اتحاد الإذاعات الأوروبية قبل المسابقة، أن نظام التصويت المستخدم في الدور نصف النهائي سيتغير عن السنوات السابقة لموازنة تصويت هيئة المحلفين مع البث التلفزيوني. كما تم اقتراح عودة المرافقة من قبل الأوركسترا، لكنها لم تحدث.

## المعلقون والمتحدثون الرسميون

### المتحدثون الرسميون
كشفت الدول عن أصواتها بالترتيب التالي:
1. رومانيا – مالفينا سيرفينشي
2. أيرلندا – ديريك موني
3. ألمانيا – هيب كيركيلينغ[2]
4. صربيا – ماجا نيكوليتش[3]
5. ألبانيا – ليون مينكشي
6. تركيا – ملتم يزجان
7. كرواتيا – ميلا هورفات[الإنجليزية]
8. بولندا – أليكساندرا روزياك
9. البوسنة والهرسك – إيفانا فيدمار
10. فنلندا – جوانا بيرتيلاهتي[4]
11. سلوفينيا – Andrea F
12. إستونيا – رولف روزالو المعروف بـ روف جونيور[5]
13. Russia – أوكسانا فيدوروفا
14. Portugal – Ana Galvão[6]
15. Azerbaijan - Tamilla Shirinova
16. Greece – Alexis Kostalas[7]
17. Iceland – جوهانا غودرون جونسدوتير (Icelandic representative[الإنجليزية] in the 2009 contest)
18. Denmark – بريان رايس[8]
19. France – Audrey Chauveau[9]
20. Spain – Ainhoa Arbizu[10]
21. Slovakia – Ľubomír Bajaník
22. Bulgaria – Desislava Dobreva
23. Ukraine – Iryna Zhuravska
24. Latvia – Kārlis Būmeisters (Latvian representative[الإنجليزية] in the 2005 contest as part of Valters and Kaža)
25. Malta – Chiara Siracusa (Maltese representative[الإنجليزية] in the 1998, 2005 and 2009 contests)[11]
26. Norway – Anne Rimmen
27. Cyprus – Christina Metaxa (Cypriot representative[الإنجليزية] in the 2009 contest)
28. Lithuania – Giedrius Masalskis[12]
29. Belarus – Aleksei Grishin
30. Switzerland - كريستا ريغوزي[13]
31. Belgium – Katja Retsin
32. United Kingdom – سكوت ميلس[14]
33. Netherlands – يولانثي كاباو
34. Israel – Ofer Nachshon
35. Macedonia – Maja Daniels[15]
36. Moldova – Tanya Cerga
37. Georgia – Mariam Vashadze
38. Sweden – إريك سعادة (Swedish representative[الإنجليزية] in the 2011 contest)
39. Armenia – Nazeni Hovhannisyan

### المعلقون
أرسلت معظم الدول المعلقين إلى أوسلو أو قامت بالتعليق من بلدهم، من أجل إضافة نظرة ثاقبة للمشاركين، وإذا لزم الأمر، تقديم معلومات التصويت.